# Zuppa di lenticchie
La zuppa di lenticchie è un piatto diffuso in Europa, America Latina e Medio Oriente.

## Storia
Le lenticchie facevano parte della dieta degli uomini primitivi, come confermano i ritrovamenti di tali semi negli strati paleolitici e mesolitici presso la grotta di Franchthi, in Grecia, quelli di tarda età mesozoica a Mureybet e Tell Abu Hureyra, in Siria, e in siti risalenti all'8.000 a.C. nei pressi di Gerico. Aristofane la definì «la più dolce delle prelibatezze». Tracce di lenticchie risalenti al 2400 a.C. vennero trovate nelle tombe della necropoli di Tebe. Il De re coquinaria, redatto nel I secolo d.C., spiega come cucinare la zuppa di lenticchie e castagne.

## Descrizione

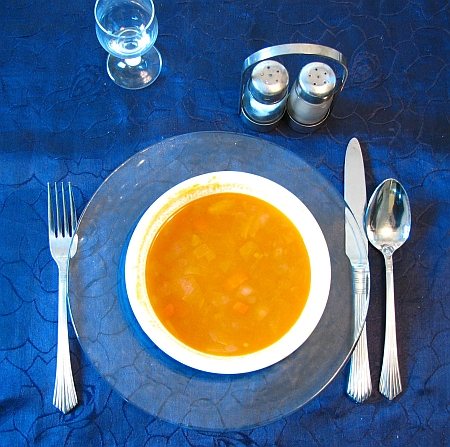
Zuppa di lenticchie rosse impiattata

La zuppa di lenticchie può contenere, oltre a quei legumi, verdure a scelta (carote, patate, sedani, prezzemolo, pomodori, zucche, piantaggine matura e cipolle) e aromi come, ad esempio l'aglio, l'alloro, il cumino, l'olio d'oliva e l'aceto. Può essere insaporita inoltre con altri ingredienti tra cui crostini, erbe aromatiche tritate, burro o olio d'oliva, panna o yogurt. In India è consuetudine mangiarla molto speziata; in Medio Oriente è una specialità invernale che viene frullata e insaporita con il succo di limone; in Iraq e nel Levante è condita con curcuma e cumino e condita con sottili vermicelli tostati chiamati sha'iriyya (in arabo شعيرية‎?).
La zuppa di lenticchie è un piatto nutriente e sostanzioso grazie alla sua alta percentuale di proteine, fibre alimentari, ferro e potassio.

## Nella Bibbia
L'alimento è menzionato nella Bibbia, più precisamente nel libro della Genesi (25:30-34) dove Esaù rinuncia al suo diritto di primogenitura per una zuppa di lenticchie rosse cucinata dal fratello Giacobbe. Nella tradizione ebraica la zuppa di lenticchie veniva servita nei momenti di lutto; la rotondità della lenticchia rappresenta simbolicamente un ciclo completo di vita.